# Hilti Art Foundation

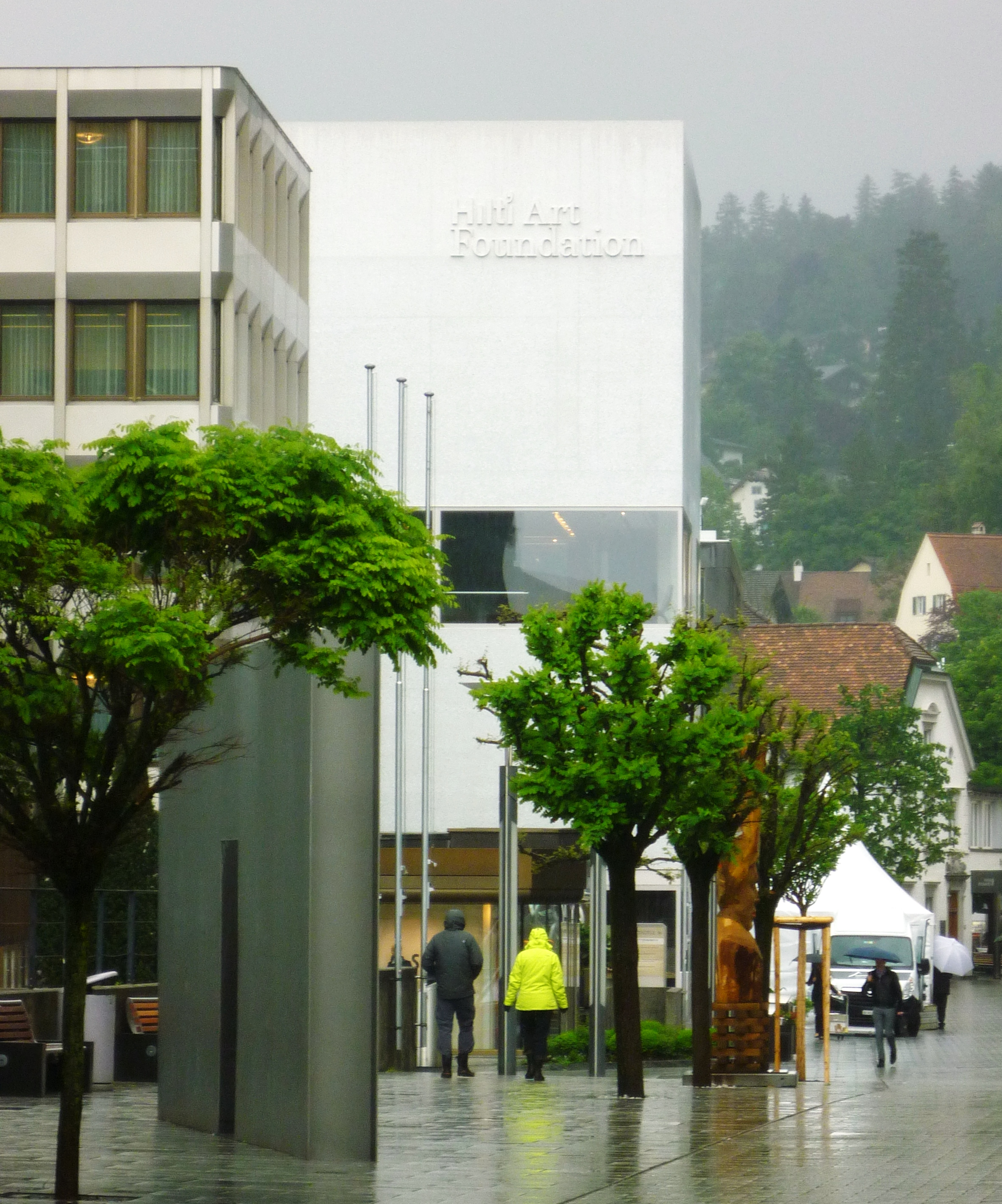
Ausstellungsgebäude („Weisser Würfel“) der Hilti Art Foundation in Vaduz

Die Hilti Art Foundation ist eine Stiftung im Fürstentum Liechtenstein, welche die Sammlung von Kunstwerken bezweckt. Seit 2015 werden ausgewählte Objekte in einem direkt an das Kunstmuseum Liechtenstein angeschlossenen Ausstellungsgebäude (dem „Weissen Würfel“) in Vaduz präsentiert.

## Die Stiftung
Die Besitzerfamilie der Hilti AG sammelt seit den 1970er Jahren Kunstwerke und seit den 1990er Jahren wird diese Sammlung im Rahmen der Stiftung Hilti Art Foundation betrieben.
Die Sammeltätigkeit zielt sowohl auf die Zeit zwischen ca. 1880 und 1945 (klassische Moderne), wie auch auf die Kunst nach dem Zweiten Weltkrieg bis zur Gegenwart. Schwerpunkte bilden Kunstwerke des Expressionismus, Kubismus, Futurismus und Surrealismus. Insgesamt umfasst die Sammlung ca. 200 Gemälde, Skulpturen, Plastiken und andere Objekte – darunter auch Werke von Pablo Picasso, Ernst Ludwig Kirchner oder Alberto Giacometti.

## Der „Weisse Würfel“
Die Hilti Art Foundation und das Kunstmuseum Liechtenstein arbeiten bereits seit dessen Eröffnung im Jahr 2000 zusammen (z. B. Leihgaben, Sonderausstellungen).
Im Juni 2011 starteten schliesslich die Bauarbeiten für die Erstellung eines eigenen Ausstellungsgebäudes der Hilti Art Foundation, welches direkt an das bestehende Kunstmuseum angebaut wurde. Das von den Basler Architekten Meinrad Morger und Fortunat Dettli entworfene Gebäude weist dabei eine kubische Form auf und besitzt eine Fassade aus geschliffenem und poliertem Beton, der weiss erscheint.
Die Hilti Art Foundation verfügt über eine Ausstellungsfläche von rund 400 Quadratmetern, während sich auf zwei Geschossen Ausstellungs- und Verkaufsflächen eines Uhren- und Juweliergeschäftes befinden. Eröffnet wurde das Gebäude im April 2015.

## Ausstellungen
In den Ausstellungsräumen der Hilti Art Foundation werden im Rahmen wechselnder Ausstellungen Gemälde und Plastiken vom späten 19. Jahrhundert bis zur Gegenwart gezeigt. So wurden in der ersten Ausstellung nach Eröffnung bis zum 9. Oktober 2016 insgesamt 50 ausgewählte Objekte – gegliedert nach Themen und Epochen – präsentiert.